# William de Amorim
William Douglas de Amorim (Votorantim, 15 de dezembro de 1991), mais conhecido como William de Amorim, é um futebolista brasileiro, que atua como meia. Atualmente defende o Esportivo.

## Carreira
Em 6 de novembro de 2014, William marcou seu primeiro gol na Liga Europa da UEFA, aos 81 minutos de jogo no empate em casa por 1 a 1 contra o Celtic.
Em 13 de agosto de 2016, o Steaua Bucareste anunciou a contratação de William por um valor não divulgado, com o jogador concordando com um contrato de cinco anos e uma multa rescisória de 10 milhões de euros.
William de Amorim vive na Romênia desde os seus 18 anos de idade. Em 27 de maio de 2016, ele obteve a cidadania romena. Depois de receber também um passaporte romeno, William tornou-se elegível para jogar na Seleção Romena e disse que ficaria feliz em representar a Romênia a nível internacional.

## Títulos
Astra Giurgiu
- Campeonato Romeno: 2015–2016
- Copa da Romênia: 2013–2014
- Supercopa da Romênia: 2014, 2016